# Louis II xứ Condé
Louis II de Bourbon, Thân vương xứ Condé (8 tháng 9 năm 1621 – 11 tháng 12 năm 1686) là một vị tướng người Pháp và là đại diện nổi tiếng nhất của chi nhánh Condé của Nhà Bourbon. Trước khi cha ông qua đời năm 1646, ông được phong là Công tước d'Enghien. Đối với năng lực quân sự của mình, ông được gọi là Condé vĩ đại (le Grand Condé).
Louis được sinh ra ở Paris, con trai của Henri II  xứ Condé và Charlotte Marguerite xứ Montmorency. Cha ông là anh em họ đầu tiên của Henri IV, Quốc vương Pháp, và mẹ ông là người thừa kế của một trong những gia đình công tước hàng đầu của Pháp.
Cha của Condé cho con trai được giáo dục kỹ lưỡng - Louis học lịch sử, luật và toán học trong sáu năm tại trường của Dòng Tên tại Bourges. Sau đó, anh vào Học viện Hoàng gia tại Paris. Năm mười bảy tuổi, khi không có cha, ông cai quản Burgundy.
Cha của ông sắp xếp cho ông cưới Claire-Clémence de Maillé-Brézé, cháu gái của Hồng y Richelieu, trước khi ông gia nhập quân đội năm 1640. mặc dù yêu Mlle du Vigean, con gái của François Poussard. Mặc dù cô sinh cho chồng ba đứa con, Enghien sau đó tuyên bố cô ngoại tình với những người đàn ông khác nhau để biện minh cho việc nhốt cô tại Châteauroux 
Ông cũng giành được sự ưu ái của Richelieu khi ông có mặt với Hồng y trong âm mưu của Cinq Mars, và sau đó chiến đấu trong Cuộc bao vây Perpignan (1642).
Ông tham gia vào cuộc nội chiến Fronde và sau đó thất sủng đến năm 1667 do những thất bại về chính trị và quân sự trong nội chiến Fronde.
Ông tham gia cuộc chiến tranh với Hà Lan cho đến năm 1675 và sau đó nghỉ hưu. Ông qua đời tại Cung điện Fontainebleau vào ngày 11 tháng 11 năm 1686, ở tuổi sáu mươi lăm